# Gran Premio de Suecia de Motociclismo de 1977
El Gran Premio de Suecia de Motociclismo de 1977 fue la décima prueba de la temporada 1977 del Campeonato Mundial de Motociclismo. El Gran Premio se disputó el 23 y 24 de julio de 1977 en el Circuito de Anderstorp.

## Resultados 500cc
En la carrera de 500 cc, el venezolano Johnny Cecotto salió muy fuerte pero el británico Barry Sheene supo mantener las distancias y remontar la desventaja en el último cuarto de la carrera, llegando a la línea de meta con tres segundos de diferencia y destacándose al frente de la clasificación general.
| Pos.     | Piloto              | Moto   | Tiempo      | Pts. |
| -------- | ------------------- | ------ | ----------- | ---- |
| 1        | Barry Sheene        | Suzuki | 47' 21" 279 | 15   |
| 2        | Johnny Cecotto      | Yamaha | +2" 952     | 12   |
| 3        | Steve Baker         | Yamaha | +26" 740    | 12   |
| 4        | Steve Parrish       | Suzuki | +28" 498    | 8    |
| 5        | Wil Hartog          | Suzuki | +31" 567    | 6    |
| 6        | Gianfranco Bonera   | Suzuki | +39" 219    | 5    |
| 7        | Armando Toracca     | Suzuki | +1' 00" 675 | 4    |
| 8        | John Williams       | Suzuki | +1' 02" 981 | 3    |
| 9        | Giacomo Agostini    | Yamaha | +1' 10" 204 | 2    |
| 10       | Pat Hennen          | Suzuki | +1' 22" 289 | 1    |
| 11       | Michel Rougerie     | Suzuki | +1 Vuelta   |      |
| 12       | Max Wiener          | Suzuki | +1 Vuelta   |      |
| 13       | Alf Graarud         | Suzuki | +1 Vuelta   |      |
| 14       | Jack Findlay        | Suzuki | +1 Vuelta   |      |
| 15       | Bosse Granath       | Suzuki | +2 Vueltas  |      |
| 16       | Alex George         | Suzuki | +2 Vueltas  |      |
| 17       | Ron Kirkham         | Yamaha | +3 Vueltas  |      |
| Ret      | Marco Lucchinelli   | Suzuki | Ret         |      |
| Ret      | Christian Estrosi   | Suzuki | Ret         |      |
| Ret      | Virginio Ferrari    | Suzuki | Ret         |      |
| Ret      | Teuvo Länsivuori    | Suzuki | Ret         |      |
| Ret      | Philippe Coulon     | Suzuki | Ret         |      |
| Ret      | John Newbold        | Suzuki | Ret         |      |
| Ret      | Jean-Philippe Orban | Suzuki | Ret         |      |
| Ret      | Odd Arne Lände      | Suzuki | Ret         |      |
| Ret      | Karl Auer           | Suzuki | Ret         |      |
| Ret      | Helmut Kassner      | Suzuki | Ret         |      |
| Ret      | Anton Mang          | Suzuki | Ret         |      |
| Ret      | Kaj Jensen          | Suzuki | Ret         |      |
| Ret      | Markku Matikainen   | Suzuki | Ret         |      |
| Ret      | Bent Slydal         | Suzuki | Ret         |      |
| DNQ      | Goran Alden         | Suzuki | DNQ         |      |
| DNQ      | Børge Nielsen       | Suzuki | DNQ         |      |
| Sources: |                     |        |             |      |

## Resultados 350cc
La carrera de 350 cc se disputó en sábado y empezó más retrasada por el grave accidente que sufrió Philippe Coulon en los entrenamientos del 500cc. Ya en carrera, el japonés Takazumi Katayama se impuso y se acerca al título Mundial.
| Pos. | Piloto             | Moto              | Tiempo      | Pts. |
| ---- | ------------------ | ----------------- | ----------- | ---- |
| 1    | Takazumi Katayama  | Yamaha            | 48' 23" 314 | 15   |
| 2    | Kork Ballington    | Yamaha            | +0" 216     | 12   |
| 3    | Patrick Fernandez  | Yamaha            | +22" 588    | 10   |
| 4    | Jon Ekerold        | Yamaha            | +37" 477    | 8    |
| 5    | Vic Soussan        | Yamaha            | +42" 006    | 6    |
| 6    | Tom Herron         | Yamaha            | +48" 375    | 5    |
| 7    | Pentti Korhonen    | Yamaha            | +51" 089    | 4    |
| 8    | Pekka Nurmi        | Yamaha            | +55" 840    | 3    |
| 9    | Patrick Pons       | Yamaha            | +57" 303    | 2    |
| 10   | Christian Sarron   | Yamaha            | +1' 02" 963 | 1    |
| 11   | Mario Lega         | Bakker-Morbidelli | +1' 07" 602 |      |
| 12   | Olivier Chevallier | Yamaha            | +1' 07" 741 |      |
| 13   | Giacomo Agostini   | Yamaha            | +1' 10" 774 |      |
| 14   | Seppo Rossi        | Yamaha            | +1' 31" 756 |      |
| 15   | Eero Hyvärinen     | Yamaha            | +1' 34" 545 |      |
| 16   | Ken Nemoto         | Yamaha            | +1 Vuelta   |      |
| 17   | Peter Sköld        | Yamaha            | +1 Vuelta   |      |
| 18   | Víctor Palomo      | Yamaha            | +1 Vuelta   |      |
| 19   | Reino Eskelinen    | Yamaha            | +1 Vuelta   |      |
| 20   | Etienne Geeraerdt  | Yamaha            | +1 Vuelta   |      |
| Ret  | Johnny Cecotto     | Bakker-Yamaha     | Ret         |      |
| Ret  | Eddie Roberts      | Maxton-Yamaha     | Ret         |      |
| Ret  | Lennart Bäckström  | Yamaha            | Ret         |      |
| Ret  | Michel Rougerie    | Yamaha            | Ret         |      |
| Ret  | Chas Mortimer      | Maxton-Yamaha     | Ret         |      |
| Ret  | Alan North         | Yamaha            | Ret         |      |
| Ret  | Lars Johansson     | Yamaha            | Ret         |      |
| Ret  | Leif Gustafsson    | Yamaha            | Ret         |      |
| Ret  | Alain Terras       | Yamaha            | Ret         |      |
| Ret  | Børge Nielsen      | Yamaha            | Ret         |      |
| Ret  | Bosse Granath      | Yamaha            | Ret         |      |
| Ret  | Jack Findlay       | Yamaha            | Ret         |      |
| DNQ  | Peter Sjöström     | Yamaha            | DNQ         |      |
| DNQ  | John Dodds         | Yamaha            | DNQ         |      |
| DNQ  | Hans Hansebraten   | Yamaha            | DNQ         |      |
| DNQ  | Karl Auer          | Yamaha            | DNQ         |      |
| DNQ  | Walter Villa       | Harley-Davidson   | DNQ         |      |
| DNQ  | Vinicio Salmi      | Yamaha            | DNQ         |      |
| DNQ  | Alex George        | Yamaha            | DNQ         |      |
| DNQ  | Kaj Jensen         | Yamaha            | DNQ         |      |
| DNQ  | Franco Uncini      | Harley-Davidson   | DNQ         |      |
| DNQ  | Lars Johansson     | Yamaha            | DNQ         |      |

## Resultados 250cc
En la carrera de 250 cc, Mick Grant se impuso en un bonito duelo con el italiano Mario Lega. Más atrás, quedarían Jon Ekerold y Takazumi Katayama.
| Pos. | Piloto              | Moto            | Tiempo      | Pts. |
| ---- | ------------------- | --------------- | ----------- | ---- |
| 1    | Mick Grant          | Kawasaki        | 50' 24" 853 | 15   |
| 2    | Mario Lega          | Morbidelli      | +4" 951     | 12   |
| 3    | Jon Ekerold         | Yamaha          | +13" 192    | 10   |
| 4    | Takazumi Katayama   | Yamaha          | +16" 570    | 8    |
| 5    | Alan North          | Yamaha          | +17" 020    | 6    |
| 6    | Chas Mortimer       | Maxton-Yamaha   | +24" 944    | 5    |
| 7    | Tom Herron          | Yamaha          | +25" 156    | 4    |
| 8    | Olivier Chevallier  | Yamaha          | +45" 029    | 3    |
| 9    | Vic Soussan         | Yamaha          | +45" 067    | 2    |
| 10   | Eero Hyvärinen      | Yamaha          | +45" 815    | 1    |
| 11   | Paolo Pileri        | Morbidelli      | +55" 420    |      |
| 12   | Alain Terras        | Yamaha          | +56" 070    |      |
| 13   | Patrick Pons        | Yamaha          | +56" 385    |      |
| 14   | Christian Sarron    | Yamaha          | +1' 15" 008 |      |
| 15   | Ken Nemoto          | Yamaha          | +1' 15" 276 |      |
| 16   | Lennart Bäckström   | Yamaha          | +1' 25" 152 |      |
| 17   | Aldo Nannini        | Yamaha          | +1' 25" 457 |      |
| 18   | Peter Sköld         | Yamaha          | +1 Vuelta   |      |
| Ret  | Patrick Fernandez   | Yamaha          | Ret         |      |
| Ret  | Kork Ballington     | Yamaha          | Ret         |      |
| Ret  | Barry Ditchburn     | Kawasaki        | Ret         |      |
| Ret  | Hans Müller         | Yamaha          | Ret         |      |
| Ret  | Walter Villa        | Harley-Davidson | Ret         |      |
| Ret  | Pekka Nurmi         | Yamaha          | Ret         |      |
| Ret  | Franco Uncini       | Harley-Davidson | Ret         |      |
| Ret  | Seppo Rossi         | Yamaha          | Ret         |      |
| Ret  | Pentti Korhonen     | Yamaha          | Ret         |      |
| Ret  | John Dodds          | Yamaha          | Ret         |      |
| Ret  | Per-Edvard Carlsson | Yamaha          | Ret         |      |
| Ret  | Hans Schweiger      | Kawasaki        | Ret         |      |
| DNQ  | Vinicio Salmi       | Yamaha          | DNQ         |      |
| DNQ  | Lars-Olof Gedell    | Yamaha          | DNQ         |      |
| DNQ  | Etienne Geeraerdt   | Yamaha          | DNQ         |      |
| DNQ  | Sven Andersson      | Yamaha          | DNQ         |      |
| DNQ  | Víctor Palomo       | Yamaha          | DNQ         |      |
| DNQ  | Harald Bartol       | Bartol          | DNQ         |      |
| DNQ  | Hans Hallberg       | Yamaha          | DNQ         |      |
| DNQ  | Hans Hansebraten    | Yamaha          | DNQ         |      |
| DNQ  | Peter Sjöström      | Yamaha          | DNQ         |      |
| DNQ  | Lars Johansson      | Yamaha          | DNQ         |      |
| DNQ  | Leif Gustafsson     | Yamaha          | DNQ         |      |

## Resultados 125cc
En el octavo de litro, el español Ángel Nieto dominó la carrera con su nueva Bultaco y mantiene sus opciones para el subcampeonato. Por detrás de él, llegaron los italianos Pier Paolo Bianchi y Eugenio Lazzarini.
| Pos. | Piloto                 | Moto       | Tiempo      | Pts. |
| ---- | ---------------------- | ---------- | ----------- | ---- |
| 1    | Ángel Nieto            | Bultaco    | 54' 57" 984 | 15   |
| 2    | Pier Paolo Bianchi     | Morbidelli | +7" 676     | 12   |
| 3    | Eugenio Lazzarini      | Morbidelli | +8" 204     | 10   |
| 4    | Jean-Louis Guignabodet | Morbidelli | +24" 277    | 8    |
| 5    | Claudio Lusuardi       | Morbidelli | +31" 113    | 6    |
| 6    | Gert Bender            | Bender     | +43" 702    | 5    |
| 7    | Stefan Dörflinger      | Morbidelli | +44" 877    | 4    |
| 8    | Hans Müller            | Morbidelli | +57" 261    | 3    |
| 9    | Thierry Noblesse       | Morbidelli | +1 Vuelta   | 2    |
| 10   | Per-Edvard Carlsson    | Morbidelli | +1 Vuelta   | 1    |
| 11   | Hans Hallberg          | Morbidelli | +1 Vuelta   |      |
| 12   | Hagen Klein            | Morbidelli | +1 Vuelta   |      |
| 13   | Julien van Zeebroeck   | Motobécane | +1 Vuelta   |      |
| 14   | Anton Mang             | Morbidelli | +1 Vueltas  |      |
| 15   | Jan Bäckström          | Maico      | +1 Vueltas  |      |
| 16   | Johnny Svensson        | Bastard    | +2 Vueltas  |      |
| 17   | Michel Baloche         | Motobécane | +4 Vueltas  |      |
| 18   | Christer Eliasson      | Morbidelli | +5 Vueltas  |      |
| Ret  | Harald Bartol          | Morbidelli | Ret         |      |
| Ret  | Matti Kinnunen         | Morbidelli | Ret         |      |
| Ret  | Horst Seel             | Seel       | Ret         |      |
| Ret  | Benga Johansson        | Morbidelli | Ret         |      |
| Ret  | Jan Ubels              | Buton      | Ret         |      |
| Ret  | Lennart Lundgren       | Yamaha     | Ret         |      |
| Ret  | Auno Hakala            | Morbidelli | Ret         |      |
| Ret  | Cees van Dongen        | Morbidelli | Ret         |      |
| Ret  | Hans-Jürgen Hummel     | Morbidelli | Ret         |      |
| Ret  | Roland Olsson          | Starol     | Ret         |      |
| Ret  | Tore Alexandersson     | Morbidelli | Ret         |      |
| Ret  | Herbert Rittberger     | Morbidelli | Ret         |      |
| DNQ  | Terence Keane          | Kreidler   | DNQ         |      |

## Resultados 50cc
En la categoría de menor cilindrada, doble victoria española en la última carrera de la temporada. Ricardo Tormo gana el Gran Premio y Ángel Nieto se erige como campeón del mundo al quedar segundo, el octavo título de su palmarés.
| Pos. | Piloto                 | Moto           | Tiempo      | Pts. |
| ---- | ---------------------- | -------------- | ----------- | ---- |
| 1    | Ricardo Tormo          | Bultaco        | 36' 48" 665 | 15   |
| 2    | Ángel Nieto            | Bultaco        | +39" 208    | 12   |
| 3    | Eugenio Lazzarini      | Kreidler       | +45" 064    | 10   |
| 4    | Stefan Dörflinger      | Kreidler       | +1' 34" 630 | 8    |
| 5    | Theo Timmer            | Kreidler       | +1' 44" 964 | 6    |
| 6    | Claudio Lusuardi       | Lusuardi       | +1' 50" 228 | 5    |
| 7    | Julien van Zeebroeck   | Kreidler       | +2' 00" 071 | 4    |
| 8    | Jean-Louis Guignabodet | UFO-Morbidelli | +2' 12" 172 | 3    |
| 9    | Lennart Lundgren       | Kreidler       | +1 Vuelta   | 2    |
| 10   | Juup Bosman            | Kreidler       | +1 Vuelta   | 1    |
| 11   | Engelbert Kip          | Kreidler       | +1 Vuelta   |      |
| 12   | Ove Skifjeld           | Kreidler       | +1 Vuelta   |      |
| Ret  | Patrick Plisson        | ABF            | Ret         |      |
| Ret  | Herbert Rittberger     | Kreidler       | Ret         |      |
| Ret  | Hans-Jürgen Hummel     | Kreidler       | Ret         |      |
| Ret  | Wolfgang Müller        | Kreidler       | Ret         |      |
| Ret  | Cees van Dongen        | Kreidler       | Ret         |      |
| Ret  | Pierre Dumont          | Kreidler       | Ret         |      |
| Ret  | Hagen Klein            | Kreidler       | Ret         |      |
| Ret  | Oscar Ekstrand         | Kreidler       | Ret         |      |
| Ret  | Günter Schirnhofer     | Kreidler       | Ret         |      |
| Ret  | Rudolf Kunz            | Kreidler       | Ret         |      |
| Ret  | Kai Lindström          | Kreidler       | Ret         |      |
| Ret  | Terence Keane          | Kreidler       | Ret         |      |
| Ret  | Jörgen Ask             | Kreidler       | Ret         |      |